# Ozarba hypenoides
Ozarba hypenoides är en fjärilsart som beskrevs av Butler 1889. Ozarba hypenoides ingår i släktet Ozarba och familjen nattflyn. Inga underarter finns listade i Catalogue of Life.